# Franco Mulakkal
Franco Mulakkal, né le 25 mars 1964 à Mattam, Thrissur (Inde), est un prélat indien de l'Église catholique, évêque de Jalandhar de 2013 à 2023. 

## Biographie
Le 21 avril 1990, Franco Mulakkal est ordonné prêtre à Jalandhar.
Le 17 janvier 2009, il devient évêque auxiliaire de Delhi et évêque titulaire de Collo (de). Il est ordonné officiellement le 21 février suivant.
Le 13 juin 2013, Franco Mulakkal est nommé évêque du diocèse catholique romain de Jalandhar en 2013.

## Accusation de viols
Alors que Mulakkal est déjà sous le coup de plusieurs plainte, le 20 septembre 2018, le pape François accepte la demande de Mulakkal pour un congé.
Il est arrêté le lendemain pour des viols répétés d'une religieuse entre 2014 et 2016. Il est le premier évêque catholique indien à être arrêté dans ces circonstances.
L'enquête traîne en longueur, un témoin est retrouvé mort, des faux témoignages (en faveur de l'évêque) sont découverts et le procès est régulièrement repoussé. Les religieuses se réunissent alors dans une association pour aider à la défense de la religieuse violée.
En janvier 2022, le tribunal de Kerala le déclare innocent sans que les 39 témoins ne modifient leurs déclarations. Les religieuses se battent toujours pour leur cause.
La religieuse et le ministère public déposent alors un recours auprès de la Haute Cour contre le verdict. Sous la pression du gouvernement de l'état, l'appel est accepté en avril 2022.
Il démissionne de son poste d'évêque et, en juin 2023, le pape François accepte sa démission.